# Batopedina
Batopedina é um género botânico pertencente à família Rubiaceae.

## Espécies
- Batopedina linearifolia
- Batopedina pulvinellata
- Batopedina tenuis